# Irschen
Irschen é um município da Áustria localizado no distrito de Spittal an der Drau, no estado de Caríntia.